# Bognár Ferenc
Bognár Ferenc (Balatonlelle, 1932. november 6. – Székesfehérvár, 2012. február 20.) labdarúgó, hátvéd.

## Pályafutása
1956 és 1969 között volt a Videoton labdarúgója. 1957 és 1967 között az NB II-ben illetve az NB I/B-ben szerepelt a csapatban. Ez idő alatt 266 bajnoki mérkőzésen lépett a pályára és három gólt szerzett. Csapatkapitánya volt az 1967-es idényben az első osztályú szereplést először kiharcoló csapatnak. Az élvonalban 18 alkalommal szerepelt. 1969-ben vonult vissza az aktív labdarúgástól. Ezt követően is a labdarúgóklub vezetésében dolgozott különböző pozíciókban.

## Sikerei, díjai
- NB I/B
  - 2.: 1967